# E013 (trasa europejska)
E013 – trasa europejska łącznikowa (kategorii B), biegnąca przez Kazachstan. Długość trasy wynosi 180 km. Przebieg E013: Saryosek - Koktal.